# Dance FM
A Dance FM romániai, hálózatosan fogható kereskedelmi rádió, mely kizárólag elektronikus zenét sugároz. A rádió 2011 februárjában indult el hivatalosan, amit egy hatalmas koncert övezett, a The Mission szervezésében.
2011. június 18-án a Dance FM első alkalommal szervezett nagyszabású rendezvényt, ahol a világ egyik legnépszerűbb DJ-je, Tiesto mixelt, több mint 3000 ember előtt. A helyszín a bukaresti Arenele Romane tér volt.

## Vételkörzet
| Város          | Frekvencia |
| -------------- | ---------- |
| Bukarest       | 89.5 FM    |
| Kolozsvár      | 103.0 FM   |
| Marosvásárhely | 100.0 FM   |

## DJ-k
A következő DJ-knek van heti rádióműsoruk a Dance FM-en: Ali Nasser, Dan Ene, Faster, Dj Flashboy, Dr. Kucho, Dj Sava, Yanis, Dj Ralmm, Fly DJs, G.Reep, Greeg, Houseboy, Kozo, Livio & Roby, Byby, Marius Onuc, Melo Manos, Mihai Amatti, Miki Love, Mircea Ivan, The Model, Moonsound, Morris, Narcotic Sound, Negru, Notsocommondj, Residence Deejays, Sasha Lopez, Syke’n’Sugarstarr.

## Program
|       | Hétfő             | Kedd          | Szerda        | Csütörtök          | Péntek            | Szombat            | Vasárnap          |
| ----- | ----------------- | ------------- | ------------- | ------------------ | ----------------- | ------------------ | ----------------- |
| 7:00  | Non Stop Hits     | Non Stop Hits | Non Stop Hits | Non Stop Hits      | Non Stop Hits     | Non Stop Hits      | Non Stop Hits     |
| 15:00 |                   |               |               |                    |                   | Dance Chart (Oana) |                   |
| 16:00 |                   |               |               |                    |                   |                    |                   |
| 17:00 | DECADANCE         | DECADANCE     | DECADANCE     | DECADANCE          | DECADANCE         | Non Stop Hits      |                   |
| 18:00 |                   |               |               |                    |                   |                    | Dance Chart RO    |
| 20:00 | Residence Deejays | Fly DJs       | Sasha Lopez   | Morris             | Narcotic Sound    | DJ Sava            | Miki Love         |
| 21:00 | Dan Ene           | DJ Faster     | DJ Ralmm      | DJ Yanis           | Greeg             | Marius Onuc        | Moonsound         |
| 22:00 | Dance Arena       | DJ Flashboy   | DJ Superstore | Nights Underground | Syke`N Sugarstarr | Stereo Palma       | Heaven’s Gate     |
| 23:00 | Mircea Ivan       | G. Reep       | Negru         | Lollipop Showcase  | Ali Nasser        | Kozo               | The Model         |
| 0:00  | Notsocommondj     | The Mission   | Houseboy      | Mihai Amatti       | Byby & Eddy       | Melo Manos         | Ibiza Dance Fever |
| 1:00  | Non Stop Hits     | Non Stop Hits | Non Stop Hits | Non Stop Hits      | Non Stop Hits     | Non Stop Hits      | Non Stop Hits     |

## Külső hivatkozások
- Hivatalos weboldal
- Dance FM - élő adás
- Youtube
- Facebook
- Twitter